# Валідатор
Валідатор (калька з англ. validator) — комп'ютерний сервіс, програма, об'єкт, функція або оператор, який/яка перевіряє відповідність деяких даних вимогам до типу, вмісту, формату або синтаксису. Процес перевірки називають валідацією, а дані, що відповідають вимогам — валідними.

## Приклади
Валідатор може перевіряти наявність в даних, представлених рядком лише десяткових цифр, або відсутність в ньому спеціальних символів, або довжину рядка тощо.
Валідатори файлів звичайно дозволяють перевірити вміст файлу на відповідність вимогам формату. Популярність валідаторів файлів визначається складністю окремих форматів (XML, HTML, SGML тощо) і можливостями автоматизації процесів їх перевірки.